# Jorge de Chipre
Jorge de Chipre fue un geógrafo bizantino del siglo VII.
Lo único que se sabe de vida es que nació en Lapithos,  Chipre. Es conocido por su Descriptio orbis Romani (600–610), que es una relación de ciudades mediterráneas escrita en griego clásico.